# Jonathan Bamba
Jonathan Bamba (* 26. März 1996 in Alfortville) ist ein ivorisch-französischer Fußballspieler. Der Flügelstürmer  spielte für französische Juniorennationalmannschaften und debütierte 2023 in der ivorischen A-Nationalmannschaft.

## Karriere

### Vereine
Bamba, der ivorische Vorfahren hat, wurde in Alfortville geboren und spielte die ersten neun Jahre beim CA Charenton und der UJA Alfortville im Ballungsraum Paris. Anschließend wechselte er in die Jugend des AS Saint-Étienne. Nachdem er ab August 2013 rund zwei Jahre für die zweite Mannschaft in der Championnat de France Amateur gespielt hatte, wurde Bamba Anfang 2015 in die Profimannschaft hochgezogen und debütierte am 25. Januar 2015 bei der 0:1-Heimniederlage gegen Paris Saint-Germain in der Ligue 1. In der Hinrunde der Spielzeit 2015/16 kam er zu fünf Ligaeinsätzen und erzielte am 20. September 2015 beim 2:0-Heimsieg gegen den FC Nantes sein erstes Pflichtspieltor für die erste Mannschaft. Zudem wurde er bei zwei Spielen in der Gruppenphase der Europa League eingewechselt. Zur Rückrunde wurde Bamba an den Paris FC verliehen, für den er bis Saisonende 14-mal in der Ligue 2 spielte. Nach seiner Rückkehr wurde er ein halbes Jahr an den belgischen Erstligisten VV St. Truiden weiter verliehen. Die Rückrunde der Saison 2016/17 verbrachte Bamba auf Leihbasis beim SCO Angers, für den er in der Ligue 1 in 16 Spielen 3 Tore erzielte. In der Spielzeit 2017/18 entwickelte sich Bamba bei Saint-Étienne zum Stammspieler und war in 34 Ligaspielen an 17 Treffern seiner Mannschaft direkt beteiligt.
Zur Saison 2018/19 wechselte Bamba nach Auslaufen seines Vertrages ablösefrei zum Ligakonkurrenten OSC Lille, bei dem er einen Fünfjahresvertrag unterschrieb. Dort wurde er auf Anhieb Stammspieler und verpasste in seiner ersten Spielzeit kein Pflichtspiel seines Vereins, für den er 14 Treffer erzielte und mit ihm Vizemeister wurde. Auch in der aufgrund der COVID-19-Pandemie vorzeitig abgebrochenen Saison 2019/20 stand er nur zweimal nicht auf dem Feld und beendete die Meisterschaft mit seiner Mannschaft als Vierter. In der Spielzeit 2020/21 gewann der Flügelstürmer mit Lille die französische Meisterschaft.
Im Sommer 2023 wechselte er ablösefrei zu Celta Vigo und unterschrieb dort bis 2026.

### Nationalmannschaft
Bamba spielte seit 2011 für verschiedene französische Jugendnationalmannschaften. Von 2017 bis 2019 wurde er in der U21 eingesetzt, für die er insgesamt 21-mal auflief und dabei 6 Tore erzielte. Mit der französischen U21-Nationalmannschaft nahm er an der U21-Europameisterschaft 2019 teil, verletzte sich dort jedoch im ersten Gruppenspiel und fiel den Rest des Turniers aus.
Mitte Juni 2023 debütierte Bamba bei der 0:3-Niederlage gegen Sambia in der ivorischen A-Nationalmannschaft. Er gehörte dem Kader der Elfenbeinküste für den Afrika-Cup 2024 an, den die Mannschaft gewinnen konnte, und kam dabei in drei Turnierspielen zum Einsatz.

## Erfolge
Elfenbeinküste
- Afrikameister: 2024

OSC Lille
- Französischer Meister: 2021

Auszeichnungen
- Spieler des Monats der Ligue 1: April 2019, Oktober 2020